# Mirko Salvi
Mirko Salvi (* 14. Februar 1994 in Yverdon-les-Bains) ist ein Schweizer Fussballtorhüter.

## Karriere

### Vereine
Salvi begann mit dem Fussballspielen bei den Junioren des Yverdon-Sport FC und wechselte 2009 zu den Nachwuchsmannschaften des FC Basel. Mit der U16 wurde er Schweizer Meister. Er startete in der Spielzeit 2011/12 in den neu gegründeten NextGen Series. Die U19-Mannschaft des FC Basel traf in den Gruppenspielen dieses internationalen Turniers auf Tottenham Hotspur, die PSV Eindhoven und Inter Mailand. Parallel dazu spielte Salvi auch in der 1. Liga Promotion mit dem U21-Team.
Salvi erhielt im Mai 2012 beim FC Basel seinen ersten Profivertrag. In den folgenden Jahren spielte er weiter hauptsächlich für die U21-Mannschaft des Vereins und sass bei der Profimannschaft in einigen Spielen auf der Ersatzbank. In dieser Rolle gewann er mit der Mannschaft 2013 und 2014 jeweils ohne eigenen Einsatz die Schweizer Meisterschaft. Für die Saison 2014/15 wurde er an den Zweitligisten FC Biel/Bienne ausgeliehen und war dort sofort ab Saisonbeginn Stammtorhüter. Nach einem Jahr kehrte er nach Basel zurück und war nach Tomáš Vaclík und Germano Vailati Torhüter Nummer drei in der Mannschaftshierarchie des FC Basel.
Sein Debüt für die erste Mannschaft des FC Basel gab er am 10. Dezember 2015 in der UEFA Europa League 2015/16 im Spiel gegen Lech Posen (1:0-Auswärtssieg). Ab der zweiten Hälfte der Saison 2015/16 wurde er an den FC Lugano ausgeliehen, wo er sich nach ein paar Spielen als Stammtorhüter durchsetzte. Auf die Saison 2017/18 kehrte er zum FC Basel zurück, wo er hinter Vaclik der zweite Torhüter der 1. Mannschaft war.
In der Saison 2018/19 war er leihweise beim FC Luzern unter Vertrag. Der Innerschweizer Verein übernahm den Torhüter auf Leihbasis vom Grasshopper Club Zürich. Dieser hatte Salvi erst wenige Tage zuvor verpflichtet. Der FC Luzern sicherte sich die Option, Salvi nach der Saison 2018/19 definitiv zu übernehmen, die aber nicht eingelöst wurde. Im Sommer 2021 wechselte er innerhalb der Challenge League zu seinem Jugendverein Yverdon-Sport FC.
Im Sommer 2022 kehrte Salvi erneut zum FC Basel zurück, bei dem er Ersatztorhüter hinter Marwin Hitz wurde. In dieser Rolle kam er zu gelegentlichen Ligaeinsätzen und gewann mit der Mannschaft 2025 erneut die Schweizer Meisterschaft sowie erstmals den Cup.

### Nationalmannschaften
Salvi durchlief von 2009 bis 2015 sämtliche Schweizer Juniorenauswahlen von der U15 bis zur U21.

## Titel und Erfolge
FC Basel
- Schweizer Meister: 2013, 2014, 2025
- Schweizer Cup-Sieger: 2025
- Schweizer U16-Meister: 2010[1]

## Trivia
Das Debüt von Salvi im Trikot des FC Basel kam unter kuriosen Umständen zustande. Die eigentliche Nummer 1 des FC Basel, Vaclík, verletzte sich während einer Trainingseinheit an den Adduktoren. In der Auswärtspartie in Posen kam deshalb Basels zweiter Torhüter Vailati zum Einsatz. Dieser verletzte sich wenige Minuten vor dem Pausenpfiff bei einem Misstritt und konnte nicht mehr mitwirken. Salvi hatte nicht einmal Zeit, um sich aufzuwärmen, und kam wenige Minuten später zu seinem Debüt.